# Чимэдийн Самбуу
Чимэдийн Самбуу (монг. Чимэдийн Самбуу; 1897, аймак Дзасагту-ханов, Внешняя Монголия — 1933, Улан-Батор, МНР), также Самбуу дувчин (монг. Самбуу дувчин) — монгольский буддийский монах, гэскуй монастыря, организатор антикоммунистического подполья, один из ведущих лидеров Хубсугульского восстания 1932 года против режима МНРП. Главнокомандующий (монг. жанжин), политический организатор и идеолог повстанческого движения. Участвовал в боях с правительственными войсками МНР. Взят в плен, приговорён к смертной казни и расстрелян.

## Монах-националист
Родился в хошуне Ахай-бэйсэ, относящемся к аймаку Дзасагту-ханов Халхи (ныне сомон Тосонцэнгэл аймака Хувсгел). С юности стал буддийским монахом. Достиг степени гэскуя — смотрителя за дисциплиной — в монастыре Асгатын-хурээ в Хувсгеле. Получил образование, владел монгольской и тибетской письменностью, занимался врачебной практикой. Был известен суровым жёстким характером. В бытовом поведении отражалась глубокая буддистская религиозность, вплоть для стиля одежды тёмных и жёлтых тонов. Именовался Самбуу дувчин (от тиб. སྒྲུབ་ཆེན, Вайли sgrub chen — «великий свершитель», махасиддха).
Чимэдийн Самбуу был не только верующим буддистом, но и убеждённым монгольским националистом, сторонником традиционного теократического уклада. К Народной революции 1921 года, правящей компартии МНРП, государству МНР и союзу с СССР относился с непримиримой враждебностью. Активно сопротивлялся власти коммунистических функционеров, коллективизации, в особенности антирелигиозной политике и закрытию монастырей. Организовывал антиправительственное подполье на основе монастырских связей. Установил контакт с Панчен-ламой, обменивался посланиями, встречался с его представителями, пытаясь убедить стать во главе движения.
В сентябре 1931 Чимэдийн Самбуу вошёл в группу подготовки восстания в Хувсгеле. Выступал от имени Панчен-ламы. В феврале 1932 стал членом организованного в Рашаанте подпольно-повстанческого правительства — «Министерства Очирбата». На совещании 10 апреля Самбуу дувчину было поручено общее военное руководство восстанием.

## Повстанческий главнокомандующий
Антикоммунистическое Хубсугульское восстание началось 11 апреля 1932 (на день раньше запланированного). Чимэдийн Самбуу имел в повстанческих отрядах формированиях звание жанжин — генерал-главнокомандующий. Вскоре в повстанческом командовании возникли два штаба: один был замкнут на Самбуу, другой — на председателя «Министерства Очирбата» (повстанческое правительство) Самбугийна Буриада. Между ними существовали определённые политические разногласия. Самбуу ориентировался на теократов-лам; Буриад — на более «светских» дореволюционных нойонов. При этом теократический характер будущего государства Панчен-ламы ни тот, ни другой не ставили под сомнение.
При Буриаде военными делами руководили жанжины Дамдинсурэн (бывший лама, потом бухгалтер колхоза и председатель кооператива) и Батболдын Тугж (арат и охотник); при Самбуу — жанжины Цэдэнгийн Жамц (бывший военнослужащий) и Баатарын Аюурзана (арат). Одно время Самбуу-дувчин планировал создать собственное министерство, назначив главнокомандующим опытного военного Жамца, но не пошёл на открытый организационный раскол.
Почти все политические руководители восстания были теократами-ламами, феодалами-тайджи, бывшими чиновниками МНР (обычно хозяйственного, чаще всего кооперативного аппарата). Однако массу рядовых повстанцев составляли простые крестьяне-араты. Многие из них выдвигались в командиры-жанжины (как Тугж или Аюурзана). Обращаясь к ним, Самбуу-дувчин провозглашал эсхатологическую Шамбалинскую войну «Жёлтой веры против Красных демонов Коминтерна», за независимость Монголии от «красной России». Также он говорил о приходе Панчен-ламы и о японской помощи восстанию — но ни то, ни другое не соответствовало действительности.
Против восстания были стянуты крупные силы регулярной армии (МНРА) и Службы внутренней охраны (ДХГ). Для руководства правительственными силами была создана «специальная комиссия по расследованию политических преступлений» во главе с Жамбыном Лхумбэ. Оперативное командование принял заместитель начальника ДХГ Сэрээнэнгийн Гиваапил. Отряды Гиваапила и Самбуу непосредственно сталкивались в боях. В ряде случаев повстанцы одерживали верх, как при монастыре Рашаант (политический центр восстания, расположенный в одноимённом сомоне) или в сомоне Тумербулаг. Но по большей части сказывалось превосходство правительственных сил, особенно в плотности пулемётного огня. Чимэдийн Самбуу причислялся к группе особо опасных повстанческих командиров (наряду с Жамцем, Тугжем и ещё двумя), которых особо разрешалось ликвидировать любым способом и казнить взрывом гранаты. Самбуу непосредственно руководил войсками в следующих столкновениях:
- При слиянии рек Бусгуй и Олон с 300 повстанцами против 300 солдат противника — поражение;
- Близ горы Модот-толгой у истока реки Бусгуй с 300 повстанцами против 60-70 солдат противника — поражение с потерями порядка 60 человек;
- В местности Эх с 300 повстанцами против 50-60 солдат противника — поражение;
- Близ Рашаантын-хурэ с 100 повстанцев против 30 солдат противника — победа;
- У горы Добмуугийн-Уул с 300 повстанцами против 50-60 солдат противника — поражение, потеряно 50 человек, войска разбежались;
- Вместе с Ээмэгт-ламой Дамдином и Бор-гэгэном во главе 700 человек против 100 солдат противника, вооружённого пулемётами — поражение.[3]

В августе-сентябре обозначился перелом. Однако Самбуу и Жамц пытались закрепиться в хувсгельском сомоне Эрдэнэбулган (лесной и горный ландшафт был удобен для партизанской войны). Они планировали атаковать Мурэн, но крупный отряд Гиваапила воспрепятствовал этому. Под давлением наступающих правительственных отрядов Самбуу с остатками отряда укрылся в горах на западе Хувсгела, но в ноябре был взят в плен.
Хубсугульское восстание было подавлено, но политический курс МНРП несколько изменён: временно смягчилась антирелигиозная политика, приостановился ход коллективизации. Следующий этап ужесточения пришёлся на конец 1930-х.

## Суд и казнь
Лидеры и активные участники восстания в количестве 39 человек предстали перед судом. 19 апреля 1933 открылся показательный процесс в Центральном театре Улан-Батора. Чимэдийн Самбуу был одним из главных обвиняемых. Ему инкриминировались не только собственные деяния, но и «совращение» ряда других подсудимых — простых аратов, «поддавшихся на контрреволюционную пропаганду Самбуу-дувчина» (особенно Аюурзаны). Самбуу дал подробные показания о своих контактах с Панчен-ламой и внутренней структуре восстания. В последнем слове признал себя виновным, свои действия объяснил верой в приход Панчен-ламы.
Суд приговорил восемнадцать подсудимых, в том числе восьмерых жанжинов, к смертной казни, пятнадцать человек получили различные сроки тюремного заключения, шестеро оправданы. Чимэдийн Самбуу был расстрелян.